# Uno Laht
Uno Laht, Pseudonym Onu Thal, (* 30. April 1924 in Valga; † 24. September 2008 in Tallinn) war ein estnischer Dichter, Schriftsteller und Übersetzer.

## Leben
Laht ging in Tallinn zur Schule und wurde 1940 nach der kommunistischen Machtübernahme Mitglied des estnischen Komsomol. Nach Ausbruch des Deutsch-Sowjetischen Krieges 1941 trat er in eine Sonderheit der Miliz ein, 1942 wurde er in die Sowjetarmee mobilisiert und in der Schlacht von Welikije Luki verwundet. Nach seiner Genesung studierte er kurzzeitig in Kasan Englisch, kehrte jedoch 1944 nach Estland zurück.
1944–1946 beteiligte er sich als Angehöriger einer Sonderheit der Sowjetarmee am Krieg gegen die Waldbrüder. Danach verließ er jedoch die sowjetischen Sicherheitskräfte und arbeitete als Journalist: 1946–1951 bei der Zeitung Noorte Hääl ('Stimme der Jugend'), 1951–1953 bei Rahva Hääl ('Stimme des Volkes'). Ab 1953 lebte er als freischaffender Schriftsteller in Tallinn. Uno Laht übersetzte auch aus dem Russischen und Englischen.

## Literarisches Werk
Laht begann mit Feuilletons in der Zeitung und debütierte 1954 mit dem Gedichtband Piimahambad ('Milchzähne'), der nicht nur auffällig war, weil er überhaupt der einzige in diesem Jahr erschienene Gedichtband war (!), sondern weil die Dichtung „spritzig, satirisch und unkonventionell [war] – alles Eigenschaften, die man in der zeitgenössischen estnischen Dichtung ungefähr 15 Jahre lang vermisst hatte.“ Damit wurde seine Dichtung, ein Jahr nach Stalins Tod erschienen, eine Art Vorbote der Tauwetter-Periode, die in Estland wenig später mit der Dichtung von Jaan Kross, Ellen Niit und Ain Kaalep einsetzte.
Danach hat Laht weiterhin Dichtung und Prosa publiziert, wobei er sich seinen satirischen und leicht gesellschaftskritischen Stil bewahrte. Damit eckte er bisweilen durchaus an, so wurde noch 1969 ein Buch mit Parodien von den Behörden aus dem Verkauf gezogen; er konnte jedoch nicht mehr die Bedeutung erlangen, die er in der unmittelbaren Nach-Stalinperiode hatte. Damals war er, gemeinsam mit Paul Rummo, einer der ersten, die aufzeigten, dass man auf Estnisch auch noch anders dichten konnte als im stereotypen Stil des Sozialistischen Realismus.

## Bibliographie
- Piimahambad ('Milchzähne'). Tallinn: Eesti Riiklik Kirjastus 1954.
- Piimahambad (plombeeritud) ('Milchzähne (plombiert)'). Tallinn: Eesti Riiklik Kirjastus 1956.
- Sinelitaskust seanahkse portfellini ('Von der Uniformtasche bis zur schweinsledernen Aktentasche'). Tallinn: Eesti Riiklik Kirjastus 1958.
- Suitsuangerjad ja kastemärjad roosid ('Räucheraale und taufrische Rosen'). Tallinn: Eesti Riiklik Kirjastus 1960.
- Selle suve värsid ('Verse dieses Sommers'). Tallinn: Ajalehtede-Ajakirjade Kirjastus 1960. (Loomingu Raamatukogu 39/1964)
- Linnupesa teraskiivris ('Ein Vogelnest im Stahlhelm'). Tallinn: Eesti Riiklik Kirjastus 1961.
- Kümne küüne laulud ('Lieder von zehn Scheunen'). Tallinn: Eesti Riiklik Kirjastus 1962.
- Luuletused ('Gedichte'). Tallinn: Eesti Raamat 1965.
- Ingel läheb apteeki... Korralikus seltskonnas ('Ein Engel geht in die Apotheke … in anständiger Begleitung'). Tallinn: Eesti Raamat 1967.
- Paroodi-koodi-oodiaid. Kirjanduslikke paroodiaid ja muid pilalugusid. ('Parodien-Code-Oden. Literarische Parodien und andere Spottgeschichten.') Tallinn: Verlag des ZK der EKP 1969.
- Mu kallis koduvillane provints ('Meine teure selbstgestrickte Provinz'). Tallinn: Eesti Raamat 1973. * * Bordelli likvideerimine ('Schließung des Bordells'). Tallinn: Ajalehtede-Ajakirjade Kirjastus 1974. (Loomingu Raamatukogu 17/1974)
- Roosa müra ('Rosa Getöse'). Tallinn: Eesti Raamat 1981.
- Peost suhu jutte ('Von-der-Hand-in-den-Mund-Geschichten'). Tallinn: Eesti Raamat 1982.
- Küürakas kaissukippuja ('Der bucklige Anschleimer'). Tallinn: Eesti Raamat 1983.
- Lahekudemised ('Ablaichungen'). Tallinn: Eesti Raamat 1987.
- Jeestlased, nende jänkipoodid ning muud balti pudrulõuad. ('Jesten[3], ihre Yankee-Läden und andere baltische Milchgesichter'). s. l.: M. 224 s.

## Sekundärliteratur
- Mati Unt: Lahest – lahtiselt, in: Keel ja Kirjandus 4/1984, S. 241–243.
- Paul Kuusberg: Isepäine Uno Laht, in: Looming 4/1994, S. 536–541.
- Teet Kallas: Seal seisab Laht, in: Keel ja Kirjandus 4/1994, S. 236–239.
- Uno Laht: Helkivat labidarõõmu! Iseendale tähtpäevaks, in: Looming 4/1999, S. 619–624.